# Philippe Diolé
Philippe Diolé (né le 24 août 1908 à Saint-Maur-des-Fossés et mort le 11 décembre 1977 au Plessis-Robinson) est un plongeur, explorateur et vulgarisateur français.

## Biographie
Philippe Victor Diolé, né à Saint-Maur-des-Fossés, dans le Val-de-Marne, est le fils de Marcel Diolé, juriste, et d'Élizabeth Legrand (cousine de Jean-Charles Legrand). Il obtient une licence en droit à l'Université de Paris en 1928 et épouse Marguerite Monsenergue, le 6 juillet 1953.
Il a signé, avec Jacques-Yves Cousteau, sept volumes de la collection « Odyssée », chez Flammarion, collection publiée simultanément en anglais sous le titre The Undersea Discoveries of Jacques-Yves Cousteau.
En 1964, il est honoré du prix Jean Walter par l'Académie française pour l'ensemble de son œuvre.
En 1977, année de sa mort, Philippe Diolé a été cofondateur de la LFDA (La Fondation Droit Animal).